# Dryope flaveola
Dryope flaveola är en tvåvingeart som först beskrevs av Fabricius 1794.  Dryope flaveola ingår i släktet Dryope och familjen buskflugor. Inga underarter finns listade i Catalogue of Life.